# Мут
Мут, што значи мајка била је староегипатска богиња мајка. Алтернативни изговор за њено име је Моут. Најчешће је била приказивана као лешинар. Сматрана је примарним божанством, повезаним са водама од којих је све настало кроз партеногенезу.
Владари Египта су подржавали њен култ како би потврдили властитити ауторитет и владали кроз повезаност са Мут.
Представљала је део тебанске тријаде, заједно са Амоном и Консуом. Мут је Амонова жена и мајка Консуа, никад одраслог бога. Током Новог царства венчање Мут и Амона прослављало се као велики празник. Комплекс њиховог тебанског светилишта добио је име лпет-есве (данашњи Карнак).

## Приказ
Мут се приказује као жена, са дуплом круном (круна Горњег и Доњег Египта) и скиптаром од папируса. Њен симбол је лешинар, који је представљен као симбол на капи или су на раменима богиње главе лешинара.